# Mali Bastaji
Mali Bastaji falu Horvátországban Belovár-Bilogora megyében. Közigazgatásilag Đulovachoz tartozik.

## Fekvése
Belovártól légvonalban 44, közúton 54 km-re délkeletre, Daruvár központjától légvonalban 7, közúton 9 km-re északkeletre, községközpontjától légvonalban 9, közúton 11 km-re nyugatra, Nyugat-Szlavóniában, a Papuk-hegység nyugati lejtőin, a Krivaja-patak jobb partján fekszik. 

## Története
A térség a 17. század végén szabadult fel a török uralom alól. A kihalt területre a parlagon heverő földek megművelése és a határvédelem céljából a 18. század első felében Bosznia területéről telepítettek be új, szerb anyanyelvű lakosságot. Az első katonai felmérés térképén „Dorf Bastaja” néven találjuk. Lipszky János 1808-ban Budán kiadott repertóriumában „Basztazy Dolnyi vel. Mali” néven szerepel. Nagy Lajos 1829-ben kiadott művében „Basztazi Dolni v. Mali” néven 31 házzal és 169 ortodox vallású lakossal találjuk.
1857-ben 210, 1910-ben 464 lakosa volt. A 19. században akkori birtokosa a Jankovich család német anyanyelvű lakosságot telepített be ide. 1910-ben a népszámlálás adatai szerint lakosságának 52%-a német, 45%-a szerb anyanyelvű volt. A Magyar Királyságon belül Horvát–Szlavónország részeként, Pozsega vármegye Daruvári járásának része volt. Az I. világháború után 1918-ban az új szerb-horvát-szlovén állam, majd később (1929-ben) Jugoszlávia része lett. 1941 és 1945 között a németbarát Független Horvát Államhoz, háború után a település a szocialista Jugoszláviához tartozott. A település 1991-től a független Horvátország része. 1991-ben lakosságának 93%-a szerb nemzetiségű volt. A délszláv háború során kezdettől fogva szerb ellenőrzés alatt állt, 1991. november 14-én az Otkos-10 hadművelet során foglalták el a horvát Nemzeti Gárda alakulatai. 2011-ben 112 lakosa volt.

## Lakossága
| Lakosság változása | Lakosság változása | Lakosság változása | Lakosság változása | Lakosság változása | Lakosság változása | Lakosság változása | Lakosság változása | Lakosság változása | Lakosság változása | Lakosság változása | Lakosság változása | Lakosság változása | Lakosság változása | Lakosság változása | Lakosság változása |
| ------------------ | ------------------ | ------------------ | ------------------ | ------------------ | ------------------ | ------------------ | ------------------ | ------------------ | ------------------ | ------------------ | ------------------ | ------------------ | ------------------ | ------------------ | ------------------ |
| 1857               | 1869               | 1880               | 1890               | 1900               | 1910               | 1921               | 1931               | 1948               | 1953               | 1961               | 1971               | 1981               | 1991               | 2001               | 2011               |
| 210                | 324                | 215                | 397                | 431                | 464                | 472                | 501                | 190                | 199                | 212                | 188                | 154                | 124                | 129                | 112                |

(1869-ben Velika Maslenjača lakosságát is ide számították.)